# Juliane Koepcke
Juliane Margaret Beate Koepcke (Lima, 10 de octubre de 1954) es una zoóloga y bióloga germano-peruana, única sobreviviente del accidente del Vuelo 508 de LANSA, ocurrido el 24 de diciembre de 1971.

## Biografía
Juliane Koepcke nació en Lima, el 10 de octubre de 1954, hija del biólogo Hans-Wilhelm Koepcke y la ornitolóloga alemana Maria Koepcke. En 1971, ya se encontraba cursando el último año de la escuela media y pensaba estudiar Zoología o Biología.

## Accidente del vuelo 508 de LANSA

Ruta del vuelo.

El 24 de diciembre de 1971, Juliane y su madre Maria se dirigieron al Aeropuerto Internacional Jorge Chávez en Lima, Perú, y fueron parte de las noventa y dos personas que abordaron un cuatrimotor Lockheed 188 Electra bautizado como Mateo Pumacahua, correspondiente al vuelo 508 de LANSA con destino a la ciudad de Pucallpa, donde su padre, que allí trabajaba, las esperaba para celebrar Navidad.
Cuando sobrevolaban la selva del Amazonas, se formó una tormenta, con fuertes vientos y lluvia. La voz de una azafata fue la que le salvó la vida a Juliane: 

Señores pasajeros, les informamos que la zona de turbulencias que estamos atravesando se debe a una importante tormenta sobre la selva Amazónica. Abróchense los cinturones.

En el momento en el que las sacudidas fueron más violentas, los equipajes de mano salieron de sus cubículos, el avión descendió 4000 metros y el piloto buscaba aire más denso para poder realizar un aterrizaje de emergencia, Juliane lo describió de la siguiente manera: 

Yo fijaba la vista en el motor derecho como recurso virtual a mi falta de apoyo físico. La fría humedad de la mano de mi madre delataba su consabido sufrimiento. En ese punto, el viaje se tornó en la aventura de mi vida cuando una inmensa y cegadora luz atravesó la hélice que yo contemplaba. El avión se escoró rápidamente y comenzó a caer picado gobernado ahora únicamente por la fuerza de la gravedad.

A las 12:36 un rayo golpeó al avión cuando estaba a unos 3000 metros de altura, y explotó.

### Supervivencia
Juliane salió despedida del avión, asida por su cinturón al asiento, y cayó sobre las copas de los árboles, cuyas ramas y la densa vegetación amortiguaron el impacto hasta el suelo. Estuvo inconsciente unas tres horas, y cuando despertó la mañana siguiente, se encontraba en tierra, debajo de su butaca, y rodeada de la más densa selva. El hecho de haber caído con su butaca, y que ésta cayese sobre la espesa vegetación le salvó la vida.
Juliane miró a su alrededor y junto a ella había solo cuerpos y restos del avión.

Me desperté sentada en el mismo asiento, como iniciando otro viaje pero, esta vez, al infierno. Había tres cuerpos desmembrados a mi alrededor, creía que se trataba de una pesadilla y me volví a dormir por unos instantes. Cuando creí volver en mí me atraganté de realidad. Cuerpos inertes colgaban de los árboles, hierros, asientos, ropas y maletas desparramadas por la selva, humo, mucho humo y crepitar de combustiones desperdigadas hasta donde la espesura de la jungla dejaba distinguir.

Increíblemente, Juliane Köpcke tenía solo heridas mínimas: su brazo tenía un corte, tenía una herida en su hombro, tenía un ojo morado y una clavícula rota.
Juliane pasó los siguientes dos días tratando de buscar ayuda, pero lo único que halló fueron los restos calcinados del aparato y los cadáveres de otros pasajeros.
Juliane decidió aferrarse a la vida y sobrevivir a toda costa. Recordando los consejos de su padre, quien le enseñó nociones de cómo orientarse en un lugar desconocido, Juliane empezó a seguir el curso de un arroyo, con la esperanza de que éste la condujera hasta ríos más caudalosos, en donde podría habitar gente. Debido a que el río era cálido, pudo calentarse y no morir de frío, además de que el agua era potable. En algunos tramos tuvo que nadar, porque presentaba cierta profundidad. Los cocodrilos de la zona no le atacaron. Aunque observó algunas frutas en los árboles, no se las comió porque sabía que eran venenosas.
Fueron días aciagos, en los que debió hacer frente a un calor insoportable, a las picaduras de los mosquitos, y al peligro de que se le apareciera un animal salvaje. Juliane no sabía que se encontraba a más de 600 km de cualquier centro habitado, en plena Amazonía peruana.
Tras diez días de caminata por la jungla, finalmente llegó a un río navegable y caminó por manglares y la orilla hasta dar con una canoa a motor y una choza, que servía de refugio para cazadores. No quiso robar la canoa, por lo que esperó varias horas hasta que los propietarios llegaran de vuelta. Entretanto, y dado que su cuerpo se había emparasitado con larvas de moscas, se roció con combustible para intentar limpiar la herida.
A la mañana siguiente, los cazadores, que eventualmente transitaban por dicho lugar, la encontraron en el refugio. La llevaron hasta su aldea, donde le dieron comida y le curaron las heridas más graves. Al día siguiente, Juliane fue llevada en canoa durante diez horas de viaje hasta el pueblo de Tournavista, donde le trasladaron en avión hasta Pucalpa para ser internada en el hospital. Allí, se reunió con su padre, en un emotivo reencuentro.
Las indicaciones de Juliane Köpcke ayudaron a dar con los restos del avión —se encontró la parte delantera casi intacta— y constatar que si bien sobrevivieron trece pasajeros, entre los cuales se encontraba el piloto del avión, que quedó muy malherido tras la caída, estos no vencieron a la selva y fallecieron en diversas circunstancias.

### Vida posterior
Tuve pesadillas durante muchos años, muchas por supuesto sobre la muerte de mi madre y de otras personas una y otra vez. La pregunta "¿fui yo la única superviviente?" resuena todavía en mi cabeza. Y lo hará para siempre.
Juliane Koepcke, 2010

Juliane se trasladó a Alemania, donde se recuperó totalmente de sus heridas y continuó sus estudios, obteniendo su título en Zoología y Biología en 1987. La Dra. Juliane Diller, como se la conoce actualmente, se especializa en mamalogía, sobre todo en el estudio de murciélagos. Actualmente trabaja como bibliotecaria en la Colección Estatal Zoológica de Múnich. Posteriormente fundó la Fundación Panguana para la investigación de la amazonía.

## En la cultura popular
En 1974 se estrenó la película Miracles Still Happen, dirigida por Giuseppe Maria Scotese. El papel de Juliane estuvo interpretado por la actriz Susan Penhaligon.
El director de cine Werner Herzog iba a viajar en ese mismo avión, pero perdió el vuelo. Treinta años después, en 1998, hizo un documental titulado Wings of Hope.